# Os 100 livros do século XX segundo Le Monde
Os 100 livros do século é uma lista de livros considerados como os cem melhores do século XX, compilada na primavera de 1999 através de uma sondagem promovida pela empresa francesa de distribuição de bens culturais Fnac e pelo jornal parisiense Le Monde.
A partir de uma lista preliminar de 200 títulos criada por livreiros e jornalistas, 17 .800 franceses responderam à pergunta "Que livros ficaram na sua memória?" (« Quels livres sont restés dans votre mémoire ? »).
A lista de títulos reconhecidos mistura grandes novelas com poesia, teatro e banda desenhada. Os primeiros 50 títulos foram analisados por Frédéric Beigbeder num ensaio intitulado O Último Inventário Antes da Liquidação, em que chamou a atenção para o caráter francófilo da lista.

## Os 100 livros do século
| n.º | Título                                                                      | Autor                         | Ano       | Língua   |
| --- | --------------------------------------------------------------------------- | ----------------------------- | --------- | -------- |
| 1   | O Estrangeiro                                                               | Albert Camus                  | 1942      | Francês  |
| 2   | Em Busca do Tempo Perdido                                                   | Marcel Proust                 | 1913–1927 | Francês  |
| 3   | O Processo                                                                  | Franz Kafka                   | 1925      | Alemão   |
| 4   | O Principezinho O Pequeno Príncipe                                          | Antoine de Saint-Exupéry      | 1943      | Francês  |
| 5   | A Condição Humana                                                           | André Malraux                 | 1933      | Francês  |
| 6   | Viagem ao Fim da Noite                                                      | Louis-Ferdinand Céline        | 1932      | Francês  |
| 7   | As Vinhas da Ira                                                            | John Steinbeck                | 1939      | Inglês   |
| 8   | Por Quem os Sinos Dobram                                                    | Ernest Hemingway              | 1940      | Inglês   |
| 9   | O Bosque das Ilusões Perdidas                                               | Alain-Fournier                | 1913      | Francês  |
| 10  | A Espuma dos Dias                                                           | Boris Vian                    | 1947      | Francês  |
| 11  | O Segundo Sexo                                                              | Simone de Beauvoir            | 1949      | Francês  |
| 12  | Esperando Godot                                                             | Samuel Beckett                | 1952      | Francês  |
| 13  | O Ser e o Nada                                                              | Jean-Paul Sartre              | 1943      | Francês  |
| 14  | O Nome da Rosa                                                              | Umberto Eco                   | 1980      | Italiano |
| 15  | Arquipélago Gulag                                                           | Alexander Soljenítsin         | 1973      | Russo    |
| 16  | Palavras                                                                    | Jacques Prévert               | 1946      | Francês  |
| 17  | Álcoois                                                                     | Guillaume Apollinaire         | 1913      | Francês  |
| 18  | O Lótus Azul                                                                | Hergé                         | 1936      | Francês  |
| 19  | O Diário de Anne Frank                                                      | Anne Frank                    | 1947      | Holandês |
| 20  | Tristes Trópicos                                                            | Claude Lévi-Strauss           | 1955      | Francês  |
| 21  | Admirável Mundo Novo                                                        | Aldous Huxley                 | 1932      | Inglês   |
| 22  | Mil Novecentos e Oitenta e Quatro                                           | George Orwell                 | 1949      | Inglês   |
| 23  | Asterix o Gaulês                                                            | René Goscinny e Albert Uderzo | 1959      | Francês  |
| 24  | A Cantora Careca                                                            | Eugène Ionesco                | 1952      | Francês  |
| 25  | Três Ensaios sobre a Teoria da Sexualidade                                  | Sigmund Freud                 | 1905      | Alemão   |
| 26  | A Obra ao Negro A Obra em Negro                                             | Marguerite Yourcenar          | 1968      | Francês  |
| 27  | Lolita                                                                      | Vladimir Nabokov              | 1955      | Inglês   |
| 28  | Ulisses                                                                     | James Joyce                   | 1922      | Inglês   |
| 29  | O Deserto dos Tártaros                                                      | Dino Buzzati                  | 1940      | Italiano |
| 30  | Os Moedeiros Falsos                                                         | André Gide                    | 1925      | Francês  |
| 31  | O Hussardo no Telhado                                                       | Jean Giono                    | 1951      | Francês  |
| 32  | Bela do Senhor                                                              | Albert Cohen                  | 1968      | Francês  |
| 33  | Cem Anos de Solidão                                                         | Gabriel García Márquez        | 1967      | Espanhol |
| 34  | O Som e a Fúria                                                             | William Faulkner              | 1929      | Inglês   |
| 35  | Thérèse Desqueyroux                                                         | François Mauriac              | 1927      | Francês  |
| 36  | Zazie no Metro                                                              | Raymond Queneau               | 1959      | Francês  |
| 37  | Confusão de Sentimentos                                                     | Stefan Zweig                  | 1927      | Alemão   |
| 38  | E Tudo o Vento levou …E o Vento Levou                                       | Margaret Mitchell             | 1936      | Inglês   |
| 39  | O Amante de Lady Chatterley                                                 | D. H. Lawrence                | 1928      | Inglês   |
| 40  | A Montanha Mágica                                                           | Thomas Mann                   | 1924      | Alemão   |
| 41  | Bom dia, Tristeza                                                           | Françoise Sagan               | 1954      | Francês  |
| 42  | O Silêncio do Mar                                                           | Vercors                       | 1942      | Francês  |
| 43  | A Vida Modo de Usar                                                         | Georges Perec                 | 1978      | Francês  |
| 44  | O Cão dos Baskervilles                                                      | Arthur Conan Doyle            | 1901–1902 | Inglês   |
| 45  | Sob o sol de Satã                                                           | Georges Bernanos              | 1926      | Francês  |
| 46  | O Grande Gatsby                                                             | F. Scott Fitzgerald           | 1925      | Inglês   |
| 47  | A Brincadeira                                                               | Milan Kundera                 | 1967      | Checo    |
| 48  | O Desprezo                                                                  | Alberto Moravia               | 1954      | Italiano |
| 49  | O Assassinato de Roger Ackroyd                                              | Agatha Christie               | 1926      | Inglês   |
| 50  | Nadja                                                                       | André Breton                  | 1928      | Francês  |
| 51  | Aurélien                                                                    | Louis Aragon                  | 1944      | Francês  |
| 52  | O Sapato de Cetim                                                           | Paul Claudel                  | 1929      | Francês  |
| 53  | Seis Personagens à Procura de um Autor                                      | Luigi Pirandello              | 1921      | Italiano |
| 54  | A Resistível Ascensão de Arturo Ui                                          | Bertolt Brecht                | 1959      | Alemão   |
| 55  | Vendredi ou les Limbes du Pacifique (em francês)                            | Michel Tournier               | 1967      | Francês  |
| 56  | A Guerra dos Mundos                                                         | H. G. Wells                   | 1898      | Inglês   |
| 57  | Se Isto É um Homem É isso um Homem?                                         | Primo Levi                    | 1947      | Italiano |
| 58  | O Senhor dos Anéis                                                          | J. R. R. Tolkien              | 1954–1955 | Inglês   |
| 59  | Les Vrilles de la vigne (em francês)                                        | Colette                       | 1908      | Francês  |
| 60  | Capital da dor                                                              | Paul Éluard                   | 1926      | Francês  |
| 61  | Martin Eden                                                                 | Jack London                   | 1909      | inglês   |
| 62  | A Balada do Mar Salgado                                                     | Hugo Pratt                    | 1967      | Italiano |
| 63  | O Grau Zero da Escrita                                                      | Roland Barthes                | 1953      | Francês  |
| 64  | A honra perdida de Katrarina Blum                                           | Heinrich Böll                 | 1974      | Alemão   |
| 65  | A Costa das Sirtes                                                          | Julien Gracq                  | 1951      | Francês  |
| 66  | As palavras e as coisas                                                     | Michel Foucault               | 1966      | Francês  |
| 67  | Pé na estrada                                                               | Jack Kerouac                  | 1957      | Inglês   |
| 68  | A Maravilhosa Viagem de Nils Holgersson através da Suécia                   | Selma Lagerlöf                | 1906–1907 | Sueco    |
| 69  | A Room of One's Own (em inglês)                                             | Virginia Woolf                | 1929      | Inglês   |
| 70  | Crônicas Marcianas                                                          | Ray Bradbury                  | 1950      | Inglês   |
| 71  | O deslumbramento de Lol V. Stein                                            | Marguerite Duras              | 1964      |          |
| 72  | O Processo de Adão Pollo                                                    | J. M. G. Le Clézio            | 1963      |          |
| 73  | Tropismes (em francês)                                                      | Nathalie Sarraute             | 1939      |          |
| 74  | Jornal                                                                      | Jules Renard                  | 1925      |          |
| 75  | Lord Jim                                                                    | Joseph Conrad                 | 1900      |          |
| 76  | Escritos                                                                    | Jacques Lacan                 | 1966      |          |
| 77  | O Teatro e seu Duplo                                                        | Antonin Artaud                | 1938      |          |
| 78  | Manhattan Transfer (em inglês)                                              | John Dos Passos               | 1925      |          |
| 79  | Ficções                                                                     | Jorge Luis Borges             | 1944      |          |
| 80  | Moravagine (em francês)                                                     | Blaise Cendrars               | 1926      |          |
| 81  | O General do Exército Morto                                                 | Ismail Kadare                 | 1963      |          |
| 82  | A Escolha de Sofia                                                          | William Styron                | 1979      |          |
| 83  | Romancero Gitano                                                            | Federico García Lorca         | 1928      |          |
| 84  | Pietr-le-Letton (em francês)                                                | Georges Simenon               | 1931      |          |
| 85  | Nossa Senhora das Flores                                                    | Jean Genet                    | 1944      |          |
| 86  | O Homem sem Qualidades                                                      | Robert Musil                  | 1930–1932 |          |
| 87  | Fureur et mystère (em francês)                                              | René Char                     | 1948      |          |
| 88  | À Espera no Centeio Uma Agulha num Palheiro O Apanhador no Campo de Centeio | J. D. Salinger                | 1951      |          |
| 89  | No Orchids For Miss Blandish (em inglês)                                    | James Hadley Chase            | 1939      |          |
| 90  | Blake & Mortimer                                                            | Edgar P. Jacobs               | 1950      |          |
| 91  | Os Cadernos de Malte Laurids Brigge                                         | Rainer Maria Rilke            | 1910      |          |
| 92  | La Modification (em francês)                                                | Michel Butor                  | 1957      |          |
| 93  | As origens do totalitarismo                                                 | Hannah Arendt                 | 1951      |          |
| 94  | O Mestre e Margarita O Mestre e Margarida                                   | Mikhail Bulgakov              | 1967      |          |
| 95  | Rosa-Crucificação Crucificação Encarnada                                    | Henry Miller                  | 1949–1960 |          |
| 96  | The Big Sleep O sono eterno                                                 | Raymond Chandler              | 1939      |          |
| 97  | Amers (em francês)                                                          | Saint-John Perse              | 1957      |          |
| 98  | Gastão                                                                      | André Franquin                | 1957      |          |
| 99  | Debaixo do Vulcão                                                           | Malcolm Lowry                 | 1947      |          |
| 100 | Os Filhos da Meia-Noite                                                     | Salman Rushdie                | 1981      |          |